# Jet Star I
Jet Star I (vaak ook kortweg Jet Star genoemd), is een achtbaanmodel ontworpen door Anton Schwarzkopf. Hij ontwierp het baanmodel in 1968. De baan was 538 meter lang, 13,50 meter hoog en haalde een topsnelheid van 50 kilometer per uur. De trein werd omhoog getakeld met een ketting. Van de Jet Star I werden in totaal 16 banen gebouwd. Het is het best verkochte model uit zijn aanbod.

## Jet Star-reeks
De Jet Star I was de eerste baan in wat later de Jet Star-reeks zou worden. Twee, vier en vijf jaar na Jet Star I kwamen respectievelijk Jet Star II, Jumbo Jet en City Jet op de markt. Jet Star II was een verbeterde en compactere versie van de Jet Star I, terwijl de Jumbo Jet en de City Jet respectievelijk een grotere en een kleinere versie van de baan waren.
Desalniettemin zijn er van alle modellen uit de reeks uiteindelijk van de Jet Star I het meest banen gebouwd geweest. Het was immers de eerste echte achtbaan die Schwarzkopf ontworpen had.

## Voorbeelden
- Nightmare at Crack Axle Canyon in  Great Escape & Splashwater Kingdom (afgebroken in 2008)
- Black Hole in  Avonturenpark Hellendoorn (verwijderd in 1990)

Lijst van achtbaanmodellen ontworpen door Anton Schwarzkopf